# ナワリヌイ (映画)
『ナワリヌイ』（Navalny）は、ダニエル・ロアー監督による2022年のドキュメンタリー映画である。ロシア野党指導者のアレクセイ・ナワリヌイと彼の中毒事件に関連する出来事が主に扱われている。HBO MaxとCNNフィルムズにより製作された。2022年1月25日にサンダンス映画祭で初公開された。

## 内容
映画はロシアの野党指導者のアレクセイ・ナワリヌイと中毒事件に関連する出来事とその後の捜査について扱っている。2020年8月20日、ナワリヌイはトムスクからモスクワへの飛行中にノビチョクを盛られて体調を崩した。ナワリヌイはオムスクに緊急着陸した後に病院に搬送され、昏睡状態に至った。2日後に彼はドイツのベルリンのシャリテー病院に緊急搬送された。神経剤の使用は化学兵器禁止機関（OPCW）の認定を受けた5つの研究所で確認された。ナワリヌイはロシア大統領のウラジーミル・プーチンを非難したが、クレムリン側は繰り返し関与を否定している。
映画はベリングキャットのジャーナリストであるクリスト・グローゼフとナワリヌイの反腐敗財団の調査責任者であるマリア・ペフチフがプーチンの関与を示す策謀の詳細を明らかにする様子を映し出している。
監督はこの映画を「1人の男と権威主義政権との闘いの物語」と説明した。

## 製作
このプロジェクトは2022年1月13日に初めて告知された。監督はカナダのドキュメンタリー映画作家のダニエル・ロアーであり、当初はクリスト・グローゼフの捜査の一端を描いた映画を作る予定であった。ロアーによると、カール・フォン・ハプスブルクからの声掛かりが製作のきっかけで、グローゼフの紹介者も彼だという。
撮影はナワリヌイが昏睡状態から目覚めた直後に始まり、2021年1月の逮捕まで続けられた。映画の出演者によると、空港の国境検査でも撮影隊は彼に密着していた
映画はHBO MaxとCNNフィルムズがフィッシュボウル・フィルムズ、ライフィルム・スタジオズ、コテージ・Mと共同で製作した。プロデューサーはフィッシュボウル・フィルムズのダイアン・ベッカーとメラニー・ミラー、コテージ・Mのシェーン・ボリス、ライフィルム・スタジオズのオデッサ・レイ、CNNフィルムズのエイミー・エンテリスとコートニー・セクストン、そしてマリア・ペフチフが務めた。

## 公開
2022年1月25日にサンダンス映画祭で米国ドキュメンタリー・コンペティション部門の最終作としてプレミア上映され、フェイバリット賞と観客賞を獲得した。2022年3月、ワーナー・ブラザース・ピクチャーズが米国配給権を獲得し、公開日を2022年4月11日-12日に設定した。
2022年4月24日にアメリカ合衆国のCNNで初放送され、またストリーミング・プラットフォームのCNN+でも配信となった。2022年5月26日にHBO Maxでストリーミング配信が開始された。
イギリスでは2022年3月25日にBBC2で放送された。

## 評価
レビュー集積サイトのRotten Tomatoesでは81件の批評家レビューに基づいて支持率は99%、平均点は8.6/10となり、「『ナワリヌイ』はスリラーのように手に汗握るドキュメンタリーであるが、この映画が詳述する権威主義に対する現実の闘争は極めて深刻である」とまとめられ。Metacriticでは22件の批評に基づいて加重は82/100となり、「概ね好評」と示された。
『ガーディアン』紙の批評家のフィル・ハリソンは「...あなたが今までに目撃した最も衝撃的なものの1つ」、「この恐ろしいドキュメンタリーは奇想天外なスパイスリラーの領域に入り込み、しかも全てが真実である」と評し、5つ星満点を与えた。『ニューヨーク・タイムズ』紙のベン・ケニグスバーグはこの映画を「批評家のリスト」に加え、「ロアーはナワリヌイとその側近について緊張感と吸収力のある見方を組み立てた」と賞賛した。

### 受賞とノミネート
| 賞                                                 | 授賞式         | 部門                             | 候補                                                                                     | 結果       | 参照                 |
| -------------------------------------------------- | -------------- | -------------------------------- | ---------------------------------------------------------------------------------------- | ---------- | -------------------- |
| サンダンス映画祭                                   | 2022年1月30日  | 観客賞: 米国ドキュメンタリー部門 | 『ナワリヌイ』                                                                           | 受賞       | [ 24 ]               |
| サンダンス映画祭                                   | 2022年1月30日  | フェスティバル・フェイバリット賞 | 『ナワリヌイ』                                                                           | 受賞       | [ 24 ]               |
| クリティクス・チョイス・ドキュメンタリー・アワード | 2022年11月13日 | ドキュメンタリー作品賞           | 『ナワリヌイ』                                                                           | ノミネート | [ 25 ] [ 26 ]        |
| クリティクス・チョイス・ドキュメンタリー・アワード | 2022年11月13日 | 政治ドキュメンタリー賞           | 『ナワリヌイ』                                                                           | 受賞       | [ 25 ] [ 26 ]        |
| クリティクス・チョイス・ドキュメンタリー・アワード | 2022年11月13日 | 監督賞                           | ダニエル・ロアー                                                                         | ノミネート | [ 25 ] [ 26 ]        |
| クリティクス・チョイス・ドキュメンタリー・アワード | 2022年11月13日 | 音楽賞                           | マリウス・デヴリーズ、マット・ロバートソン                                               | ノミネート | [ 25 ] [ 26 ]        |
| クリティクス・チョイス・ドキュメンタリー・アワード | 2022年11月13日 | 編集賞                           | ラングドン・ペイジ、マヤ・ホーク                                                         | ノミネート | [ 25 ] [ 26 ]        |
| サンディエゴ映画批評家協会                         | 2023年1月6日   | ドキュメンタリー賞               | 『ナワリヌイ』                                                                           | ノミネート | [ 27 ]               |
| サンフランシスコ・ベイエリア映画批評家協会         | 2023年1月9日   | ドキュメンタリー作品賞           | 『ナワリヌイ』                                                                           | ノミネート | [ 28 ]               |
| ジョージア映画批評家協会                           | 2023年1月13日  | ドキュメンタリー映画賞           | 『ナワリヌイ』                                                                           | ノミネート | [ 29 ]               |
| シネマ・アイ・オナーズ                             | 2023年1月12日  | ノンフィクション作品賞           | ダニエル・ロアー、オデッサ・レイ、ダイアン・ベッカー、メラニー・ミラー、シェーン・ボリス | ノミネート | [ 30 ]               |
| シネマ・アイ・オナーズ                             | 2023年1月12日  | 作品賞                           | オデッサ・レイ、ダイアン・ベッカー、メラニー・ミラー、シェーン・ボリス                   | 受賞       | [ 30 ]               |
| シネマ・アイ・オナーズ                             | 2023年1月12日  | 観客賞                           | 『ナワリヌイ』                                                                           | 受賞       | [ 30 ]               |
| シネマ・アイ・オナーズ                             | 2023年1月12日  | アンフォアゲッタブル賞           | アレクセイ・ナワリヌイ                                                                   | 受賞       | [ 30 ]               |
| シアトル映画批評家協会                             | 2023年1月17日  | ドキュメンタリー作品賞           | 『ナワリヌイ』                                                                           | ノミネート | [ 31 ]               |
| ヒューストン映画批評家協会                         | 2023年2月18日  | ドキュメンタリー映画賞           | 『ナワリヌイ』                                                                           | ノミネート | [ 32 ]               |
| 英国アカデミー賞                                   | 2023年2月19日  | ドキュメンタリー賞               | ダニエル・ロアー、ダイアン・ベッカー、シェーン・ボリス、メラニー・ミラー、オデッサ・レイ | 受賞       | [ 33 ] [ 34 ] [ 35 ] |
| 平和のための映画賞                                 | 2023年2月24日  | 正義賞                           | 『ナワリヌイ』                                                                           | 受賞       | [ 36 ]               |
| 第95回アカデミー賞                                 | 2023年3月12日  | 長期ドキュメンタリー映画賞       | 『ナワリヌイ』                                                                           | 受賞       | [ 37 ]               |